# Tunel Pośredni w Wielkiej Skale
Tunel Pośredni w Wielkiej Skale – rodzaj jaskini w Dolinie Będkowskiej na Wyżynie Krakowsko-Częstochowskiej. Znajduje się w obrębie wsi   Bębło w województwie małopolskim, w powiecie krakowskim, w gminie Wielka Wieś.

## Opis jaskini
Jest to tunel znajdujący się w skale, która w przewodniku wspinaczkowym Pawła Haciskiego ma nazwę Zaklęty Mur, a w portalu wspinaczkowym i na zamontowanych przy skale tablicach informacyjnych zwana jest Murem Skwirczyńskiego. Podchodząc bardzo stromym żlebem po prawej stronie Zaklętego Muru mijamy znajdujący się na wysokości około 7 m nad podstawą skały Tunel Wysoki w Wielkiej Skale. 5 m wyżej znajduje się górny otwór Tunelu Pośredniego w Wielkiej Skale. Ma on wysokość 0,4 m i szerokość 0,5 m. Znajduje się za nim próg skalny, poniżej którego jest niewielka salka z drugim, dolnym otworem o trójkątnym przekroju, wysokości 1,5 m i szerokości 3 m. Znajduje się ona pod dużym blokiem skalnym tworzącym okap. Od salki tej prowadzi wejście do niewielkiego korytarzyka.
Tunel powstał w późnojurajskich wapieniach na ukośnej szczelinie, której przebieg zmienił się w wyniku późniejszego osiadania głazów. Nacieków brak, namulisko dość obfite, złożone z gruzu wapiennego zmieszanego z iłem. Tunel jest w pełni widny i poddany wpływom środowiska zewnętrznego. Na jego ścianach rozwijają się glony, mchy i porosty.
Tunel po raz pierwszy został opisany przez A. Górnego w listopadzie 2009 r.. Jego plan sporządził M. Pruc.
W Zaklętym Murze znajduje się wiele jaskiń: Jaskinia Główna w Wielkiej Skale, Komin w Wielkiej Skale, Szczelina przy Wielkiej Turni, Szczelina w Wielkiej Skale, Tunel Niski w Wielkiej Skale, Tunel Pośredni w Wielkiej Skale, Tunel Wysoki w Wielkiej Skale, Tunelik obok Szczeliny w Wielkiej Skale, Zaklęty Komin, Zaklęty Korytarzyk, Zaklęty Balkon.

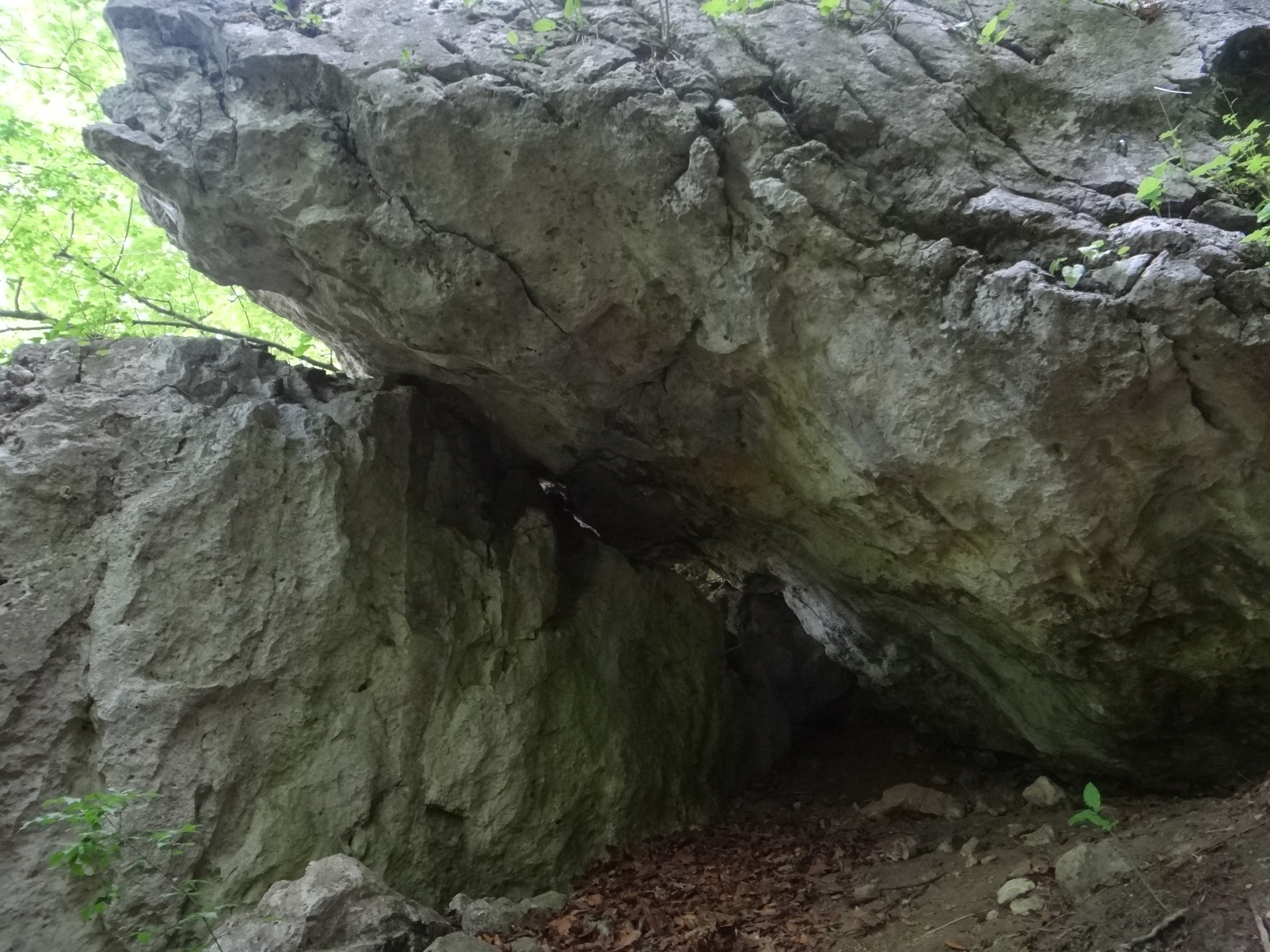
Dolny otwór pod blokiem skalnym